# Alegeri în Algeria
Alegerea este nominalizarea făcută prin votul alegătorilor a celor destinați să ocupe o funcție politică, economică sau socială. În Algeria au loc alegeri naționale pentru a fi desemnat un șef de stat - președintele republicii - și o adunare parlamentară. Președintele este ales pentru un mandat de cinci ani. Congresul Național al Poporului (Al-Majlis al-Watani al-Sha'abi) este compus din 380 de deputați aleși pentru cinci ani. Consiliul Națiunii (Al-Majlis al-umma) este alcătuit din 144 de parlamentari, 96 aleși de către consiliile comunale și 48 numiți de către Președintele Republicii.
Algeria are un sistem politic multipartit, multe partide trebuind adesea să formeze coaliții pentru a putea guverna.

## Alegerile prezidențiale din 9 aprilie 2009
Rezultatele alegerilor prezidențiale din 09 aprilie 2009
| Nume                  | Partid                | % din voturile exprimate | Voturi     |
| --------------------- | --------------------- | ------------------------ | ---------- |
| Abdelaziz Bouteflika  | FLN                   | 90.24%                   | 12 911 705 |
| Louisa Hanoune        | Partidul Muncitorilor | 4,22%                    | 604 258    |
| Moussa Touati         |                       | 2,31%                    | 330 570    |
| Mohammed Jahid Younsi |                       | 1,37%                    | 196 674    |
| Ali Fawzi Rebaine     | Ahd 54                | 0,93%                    | 133 129    |
| Mohamed Saïd          |                       | 0,92%                    | 132 242    |

Rata de participare oficială a fost de 74,24%.
Alegerile prezidențiale din 9 aprilie 2009 au fost câștigate de Abdelaziz Bouteflika. Cea mai mare parte din opoziție a boicotat scrutinul. Rata de participare a fost puternic contestată.

## Alegerile locale din 29 noiembrie 2007

#### Rezultatele APW
Rezultatele ansamblurilor populare Wilaya (APW)
| Partid                                      | Voturi    | % din voturile exprimate | Locuri      |
| ------------------------------------------- | --------- | ------------------------ | ----------- |
| Frontul Eliberării Naționale (FLN)          | 2 102 537 | 32,14 %                  | 630         |
| Adunarea Națională Democratică (RND)        | 1 426 918 | 21,89 %                  | 479         |
| Mișcarea Societății pentru Pace (MSP)       | 940 141   | 15 %                     | 294         |
| Frontul Național Algerian (FNA)             | 930 935   | 14,13 %                  | 179         |
| Partidul Muncitorilor (PT)                  | 681 240   | 9,13 %                   | 179         |
| Frontul Forțelor Socialiste (FFS)           | 267 608   | 2,76 %                   | 54          |
| Adunarea pentru Cultură și Democrație (RCD) | 83 477    | 2,70 %                   | 53          |
| Mișcarea pentru Reformă Națională (Islah)   | 175 394   | 1,02 %                   | 20          |
| Mișcarea Renașterii Islamice (Nahda)        | 190 829   | 0,77 %                   | 15          |
| Alianța Națională Republicană (ANR)         | 9 825     | 0,76 %                   | 5           |
| Alianțe                                     | 14 080    | 0,20 %                   | 4           |
| TOTAL                                       | 7 022 984 | 100 %                    | 1960        |
| ÎNSCRIȘI                                    | ALEGĂTORI | EXPRIMAȚI                | PARTICIPARE |
| 18 446 626                                  | 8 014 594 | 7 022 984                | 43,45 %     |

#### Rezultatele APC
Rezultatul Adunărilor Populare Comunale (APC)
| Partid                                                       | Voturi    | % din voturile exprimate | Locuri      |
| ------------------------------------------------------------ | --------- | ------------------------ | ----------- |
| Frontul Eliberării Naționale (FLN)                           | 2 094 964 | 30,05 %                  | 4 201       |
| Adunarea Națională Democratică (RND)                         | 1 602 044 | 24,50 %                  | 3 426       |
| Frontul Național Algerian (FNA)                              | 836 305   | 11,29 %                  | 1 578       |
| Mișcarea Societății pentru Pace (MSP)                        | 842 644   | 10,69 %                  | 1 495       |
| Partidul Muncitorilor (PT)                                   | 586 367   | 6,85 %                   | 958         |
| Adunarea pentru Cultură și Democrație (RCD)                  | 295 008   | 4,33 %                   | 605         |
| Frontul Forțelor Socialiste (FFS)                            | 282 154   | 4,05 %                   | 566         |
| Candidați independenți                                       | 272 289   | 3,88 %                   | 542         |
| Mișcarea Renașterii Islamice (Nahda)                         | 160 759   | 1,57 %                   | 219         |
| Mișcarea pentru Reformă Națională (Islah)                    | 160 399   | 1,48 %                   | 207         |
| AHD 54                                                       | 22 088    | 0,32 %                   | 45          |
| Alianțe                                                      | 26 073    | 0,19 %                   | 27          |
| Alianța Națională Republicană (ANR)                          | 13 818    | 0,17 %                   | 24          |
| Mișcarea Acordului Național (MEN)                            | 11 661    | 0,16 %                   | 23          |
| Mișcarea Naționalã a Speranței (MNE)                         | 7 825     | 0,07 %                   | 10          |
| Mișcarea El Infitah                                          | 5 170     | 0,07 %                   | 10          |
| Partidul Reînnoirea Algeriană (PRA)                          | 4 995     | 0,06 %                   | 9           |
| Partidul Socialist Muncitoresc (PST)                         | 4 050     | 0,06 %                   | 9           |
| Partidul Național pentru Solidaritate și Dezvoltare (PNSD)   | 6 334     | 0,06 %                   | 8           |
| Adunarea Algeriană (RA)                                      | 2 785     | 0,05 %                   | 7           |
| Adunarea Patriotică Republicană (RPR)                        | 1 800     | 0,04 %                   | 5           |
| Frontul Național al Independenților pentru Înțelegere (FNIC) | 2 233     | 0,02 %                   | 3           |
| Mișcarea pentru Tineret și Democrație (MJD)                  | 1 936     | 0,01 %                   | 2           |
| Mișcarea Națională pentru Natură și Democrație (MNND)        | 1 571     | 0,01 %                   | 2           |
| Mișcarea Democratică și Socială (MDS)                        | 173       | 0,00 %                   | 0           |
| TOTAL                                                        | 7 022 984 | 100 %                    | 1960        |
| ÎNSCRIȘI                                                     | ALEGĂTORI | EXPRIMAȚI                | PARTICIPARE |
| 18 446 627                                                   | 8 132 542 | 7 252 075                | 44,09 %     |

## Alegerile legislative din 17 mai 2007
Alegerile legislative au avut loc pe 17 mai 2007. Mai mult de 20 de partide politice și aproximativ 100 de candidați independenți sau fost în concurență, cu peste 12.000 de candidați, pentru 389 de locuri în Congresul Național Popular.
Grupările islamiste militante au cerut boicotarea alegerilor. Au fost luate măsuri de securitate armate pentru a proteja derularea alegerilor.

#### Rezultate
| Partid                                                | Voturi | % din voturile exprimate | Locuri |
| ----------------------------------------------------- | ------ | ------------------------ | ------ |
| Frontul Eliberării Naționale                          |        | 22,95%                   | 136    |
| Adunarea Națională Democratică                        |        | 10,44%                   | 61     |
| Candidați independenți                                |        | 9,85%                    | 33     |
| Mișcarea Societății pentru Pace                       |        | 9,71%                    | 52     |
| Partidul Muncitorilor                                 |        | 5,09%                    | 26     |
| Frontul Național Algerian                             |        | 4,22%                    | 13     |
| Mișcarea Renașterii Islamice                          |        | 3,39%                    | 5      |
| Adunarea pentru Cultură și Democrație                 |        | 3,36%                    | 19     |
| Mișcarea pentru Reformă Națională                     |        | 2,53%                    | 3      |
| Mișcarea El Infitah                                   |        | 2,51%                    | 3      |
| Mișcarea pentru Tineret și Democrație                 |        | 2,31%                    | 5      |
| AHD 54                                                |        | 2,26%                    | 2      |
| Alianța Națională Republicană                         |        | 2,21%                    | 4      |
| Mișcarea Acordului Național                           |        | 2,14%                    | 4      |
| Partidul Național pentru Solidaritate și Dezvoltare   |        | 2,08%                    | 2      |
| Mișcarea Națională pentru Natură și Democrație        |        | 2,00%                    | 7      |
| Frontul Național al Independenților pentru Înțelegere |        | 1,96%                    | 3      |
| Partidul Reînnoirea Algeriană                         |        | 1,80%                    | 4      |
| Adunarea Algeriană                                    |        | 1,75%                    | 1      |
| Mișcarea Naționalã a Speranței                        |        | 1,73%                    | 2      |
| Adunarea Patriotică Republicană                       |        | 1,47%                    | 2      |
| Partidul Republican Progresist                        |        | 1,42%                    | 0      |
| Frontul Național Democratic                           |        | 1,38%                    | 1      |
| Mișcarea Democratică și Socială                       |        | 0,89%                    | 1      |
| Partidul Socialist Muncitoresc                        |        | 0,75%                    | 0      |
| Total                                                 |        |                          | 389    |

## Alegerile prezidențiale din 8 aprilie 2004
Rezultatele alegerilor prezidențiale din 8 aprilie 2004
| Abdelaziz Bouteflika (Frontul Eliberării Naționale)    | 85,1 % | 8 651 723         |
| Ali Benflis (Frontul Eliberării Naționale )            | 6,4 %  | 653 951           |
| Abdallah Djaballah (Mișcarea pentru Reformă Națională) | 5,0 %  | 511 526           |
| Said Sadi (Adunarea pentru Cultură și Democrație)      | 1,9 %  | 197 111           |
| Louisa Hanoune (Partidul Muncitorilor)                 | 1,0 %  | 101 630           |
| Ali Fawzi Rebaine (AHD 54)                             | 0,6 %  | 63 761            |
| Total                                                  | 100 %  | 10 179 702 voturi |

## Alegerile legislative din 30 mai 2002
Rezultatele alegerilor legislative din 30 mai 2002
| Partid                            | Voturi | % din voturile exprimate | Locuri |
| --------------------------------- | ------ | ------------------------ | ------ |
| Frontul Eliberării Naționale      |        | 34,3 %                   | 199 <  |
| Mișcarea pentru Reformă Națională |        | 9,5 %                    | 43     |
| Adunarea Națională Democratică    |        | 8,2 %                    | 47     |
| Mișcarea Societății pentru Pace   |        | 7,0 %                    | 38     |
| Partidul Muncitorilor             |        | 3,3 %                    | 21     |
| Frontul Național Algerian         |        | 1,6 %                    | 8      |
| Mișcarea Renașterii Islamice      |        | 0,6 %                    | 1      |
| Partidul Reînnoirea Algeriană     |        | 0,3 %                    | 1      |
| Mișcarea Acordului Național       |        | 0,2 %                    | 1      |
| Candidați independenți            |        | 4,9 %                    | 30     |
| Total                             |        |                          | 380    |

## Alegerile prezidențiale algeriene din 1995
Alegerile prezidențiale din 16 noiembrie 1995 au fost primele alegeri prezidențiale pluraliste din Algeria. Au avut loc într-o perioadă de terorism din timpul războiului civil din Algeria. Președintele Înaltului Comitet de Stat (HCE), generalul Liamine Zeroual a fost ales, cu 61.34% din voturi.

#### Context
În Algeria au început violențele în urma perturbării alegerilor parlamentare din decembrie 1991, când Frontul Islamic Salut câștiga mai mult de două treimi din locuri în adunare. Președintele Chadli Bendjedid a fost forțat să demisioneze în ianuarie 1992 și a fost înlocuit de Mohamed Boudiaf la conducerea Consiliului Superior de Stat (HCE). Boudiaf a fost asasinat în iunie 1992 și înlocuit în calitate de șef al HCE de către Ali Kafi, care a rămas acolo până în iunie 1994, înainte de a ceda locul unuia dintre cei cinci membri ai HCE, Liamine Zeroual. În ianuarie 1995 mai multe partide de opoziție au semnat la Roma o platformă de cereri; aceasta a primit un răspuns sigur care îl va forța pe Liamine Zeroual să anunțe organizarea de alegeri prezidențiale în noiembrie 1995.

#### Candidați
- Liamine Zeroual: fără partid (partidul FLN)
- Mahfoud Nahnah: candidat al Mișcării Societății pentru Pace (MSP, islamist)
- Said Saadi: candidat al Adunării pentru Cultură și Democrație (RCD, laic)
- Noureddine Boukrouh: candidat al Partidului Reînnoirea Algeriană (PRA, republican)

#### Rezultate
Votanți
Voturi exprimate: 12 087 281 (75,7 %)
Voturi invalide
Voturi exprimate valide: 11 619 532 (72,5 %)
| Candidat            | Voturi     | %    |
| ------------------- | ---------- | ---- |
| Liamine Zeroual     | 7 088 616  | 61,0 |
| Mahfoud Nahnah      | 2 971 974  | 25,6 |
| Said Sadi           | 1 115 796  | 9,6  |
| Noureddine Boukrouh | 443 144    | 3,8  |
| Total               | 11 619 532 | -    |

#### Comentarii
Delegațiile observatorului Ligii Arabe, al Uniunii Africane și al ONU nu au observat nicio problemă majoră. Grupul armat islamic i-a amenințat cu moartea pe alegători, dar alegerile au avut loc cu puține violențe. Primele trei grupări principale ale alegerilor anterioare (Frontul Islamic Salut, Frontul Eliberării Naționale și Frontul Forțelor Socialiste) s-au abținut de la vot.

## Alegerile legislative algeriene din 1991
Alegerile algeriene ale Adunării Naționale din 1991 au fost anulate printr-o lovitură de stat militară după primul tur de scrutin, declanșând războiul civil algerian.
Rezultatele inițiale au indicat faptul că Frontul Islamic Salut a fost pe cale să câștige 2/3 din locuri, ducând la schimbarea constituției algeriene și încheind regula partidului unic, existent de aproape 30 de ani (Frontul Eliberării Naționale). Din 430 de locuri, 231 au fost câștigate cu o majoritate a voturilor din primul tur; din 199 de locuri rămase votul trebuia oferit celui mai bun dintre cei doi candidați rămași.

#### Rezultate pentru fiecare partid
| Partid                                              | Voturi    | Procentaj | Locuri |
| --------------------------------------------------- | --------- | --------- | ------ |
| Frontul Islamic Salut                               | 3 260 359 | 47,3 %    | 188    |
| Frontul Eliberării Naționale                        | 1 613 507 | 23,4 %    | 15     |
| Frontul Forțelor Socialiste                         | 510 661   | 7,4 %     | 25     |
| Mișcarea Societății pentru Pace                     | 368 697   | 5,3 %     | 0      |
| Adunarea pentru Cultură și Democrație               | 200 267   | 2,9 %     | 0      |
| Mișcarea Renașterii Islamice                        | 150 093   | 2,2 %     | 0      |
| Mișcarea pentru democrație în Algeria               | 135 882   | 2,0 %     | 0      |
| Partidul Reînnoirea Algeriană                       | 67 828    | 1,0 %     | 0      |
| Partidul Național pentru Solidaritate și Dezvoltare | 48 208    | 0,7 %     | 0      |
| Partidul Social Democrat                            | 28 638    | 0,4 %     | 0      |
| Mișcarea Algeriană pentru Justiție și Dezvoltare    | 27 623    | 0,4 %     | 0      |
| Alte partide                                        | 176 332   | 2,6 %     | 0      |
| Candidați independenți                              | 309 624   | 4,5 %     | 4      |
| Total                                               | 6 897 906 | 100 %     | 231    |

Participare: 7 822 625 (59 %)
Voturi exprimate: 6 897 906 (52 %)

#### Rezultatele FIS pe regiuni
FIS 

FIS 50 %

Majoritatea non-FIS

Nehotărâți

Necunoscut

Semnele de întrebare arată cazul Wilaya pentru care distribuția locurilor nu a fost determinată de primul tur de scrutin.
| Wilaya             | Locuri în FIS | Totalul locurilor |
| ------------------ | ------------- | ----------------- |
| Adrar              | 0             | 3                 |
| Ain-Defla          | 8             | 8                 |
| Alger              | 16            | 16                |
| Annaba             | ?             | ?                 |
| Batna              | 8             | 8                 |
| Bechar             | ?             | ?                 |
| Bejaia             | 0             | 11                |
| Biskra             | 4             | 4                 |
| Blida              | 9             | 9                 |
| Bordj-Bou-Arreridj | 4             | 4                 |
| Bouira             | 6             | 7                 |
| Boumerdes          | 6             | 6                 |
| Chlef              | 9             | 9                 |
| Constantine        | 8             | 8                 |
| Djelfa             | 5             | 5                 |
| El-Taref           | 0             | 1                 |
| El-Oued            | 3             | 4                 |
| Ghardaia           | 1             | 5                 |
| Guelma             | ?             | ?                 |
| Illizi             | 0             | 3                 |
| Jijel              | 7             | 7                 |
| Khenchela          | 0             | 1                 |
| Laghouat           | 1             | 2                 |
| Mascara            | 7             | 7                 |
| Medea              | 9             | 9                 |
| Mila               | 8             | 8                 |
| Mostaganem         | 1             | 1                 |
| M'Sila             | 9             | 10                |
| Naama              | 1             | 1                 |
| Oran               | 11            | 11                |
| Ouargla            | 4             | 4                 |
| Oum-El-Bouaghi     | 4             | 4                 |
| Relizane           | 8             | 8                 |
| Saida              | 1             | 2                 |
| Setif              | 13            | 14                |
| Sidi Bel Abbes     | 2             | 2                 |
| Skikda             | 1             | 1                 |
| Souk Ahras         | ?             | ?                 |
| Tamanrasset        | 0             | 2                 |
| Tebessa            | ?             | ?                 |
| Tiaret             | 4             | 4                 |
| Tindouf            | ?             | ?                 |
| Tipaza             | 3             | 3                 |
| Tissemsilt         | ?             | ?                 |
| Tizi-Ouzou         | 0             | 12                |
| Tlemcen            | 7             | 8                 |